# 19802005 BLUE BOX
『19802005 BLUE BOX』（19802005 ブルー・ボックス）は、 2005年に発売されたHOUND DOGのCD4枚とDVD3枚のボックス・セット。

## 解説
- CD1には公式バラードのベスト
- CD2には未発表音源
- CD3・4には1990年8月25日の第1回夢の島の未発表ライブ音源[2]
- DVD1には2000年12月22日に中野サンプラザで行われたビッグバンドとのコラボ公演[3]
- DVD2には未発表を含む初DVD化ビデオ・クリップ集
- DVD3には未発表の「BRIDGE」ライブ映像と未発表のビデオ・クリップを収録している[4]。

## 収録曲

### CD1「ALTERNATIVE BALLADS ＜“もうひとつの”バラードBEST＞」
1. POPCORN (Original Version) [5:21]
  - 『Big Dipper』収録
2. さよならの向こうに [5:04]
  - 『across the rainbow』収録
3. 傷心～HEART BREAK～ [5:20]
  - 『across the rainbow』収録
4. Close To You [4:51]
  - 『across the rainbow』収録
5. SILENCE [6:49]
  - 『VOICE』収録
6. 一日の長いLove Letter [4:57]
  - 『RIVER』収録
7. Too Late... [5:15]
  - 『BRIDGE』収録
8. AGAIN (Live Version) [5:02]
  - 『LOVE』収録
9. DON'T CRY [5:58]
  - 『BE QUIET』収録
10. SHIMOKITA [5:09]
  - アルバム未収録
  - シングル「Bird」のB面
11. ラブレタア [4:08]
  - 『11 Rooms For Sky』収録
12. グローブ [3:48]
  - 『VOICE』収録
13. ROAD (Studio Live Version) [5:33]
  - 『BE QUIET』収録

### CD2「UNRELEASED SONG BOOK＜秘蔵未発表曲集＞」
1. I WILL [4:18]
  - 作詞：大友康平、松井五郎
  - 作曲：八島順一
  - 編曲：箕輪単志
2. EPISODE [4:41]
  - 作詞：松井五郎
  - 作曲、編曲：箕輪単志
3. UNDER DOG [4:29]
  - 作詞：Frank Fu
  - 作曲、編曲：葉山たけし
4. 愛の花～さよなら夏の日～ [5:00]
  - 作詞：大友康平、葉山たけし
  - 作曲、編曲：葉山たけし
5. My Sweet Endless Summer [4:08]
  - 作詞：大友康平、葉山たけし
  - 作曲、編曲：葉山たけし
6. ONLY LOVE (English Version) [4:42]
  - 作詞：松井五郎
  - 作曲：箕輪単志
  - 編曲：HOUND DOG
  - 英詩：Yuri Inoue
7. LONG RUN '93夢の島バージョン [4:54]
  - 作詞：大友康平
  - 作曲：箕輪単志、後藤次利
  - 編曲：後藤次利

### CD3「UNRELEASED PRECIOUS LIVE～YUMENOSHIMA BEGININGS～前編＜未発表ライブ音源＞」
1. 嵐の金曜日 [4:41]
  - 『Welcome to The Rock'n Roll Show』収録
2. だから大好きロックンロール [4:51]
  - 『Welcome to The Rock'n Roll Show』収録
3. STILL! [3:03]
  - 『BRASH BOY』収録
4. R★O★C★K★S [6:00]
  - 『LOVE』収録
5. OUTSIDER [3:41]
  - 『LOVE』収録
6. 今夜ハートで [4:10]
  - 『DREAMER』収録
7. ナイト・トレイン [4:34]
  - 『STAND PLAY』収録
8. おちょくられた夜 [3:59]
  - 『STAND PLAY』収録
9. 無理を承知で… [5:30]
  - 『BE QUIET』収録
10. ONLY LOVE [4:48]
  - 『GOLD』収録
11. DIAMOND EYES [5:52]
  - 『LOVE』収録
12. BLACK RAIN [5:34]
  - 『LOVE』収録
13. 15の好奇心 [4:10]
  - 『GOLD』収録
14. ラスト・シーン [6:29]
  - 『Spirits!』収録
15. "J"のバラード [5:07]
  - 『BRASH BOY』収録

### CD4「UNRELEASED PRECIOUS LIVE～YUMENOSHIMA BEGININGS～後編＜未発表ライブ音源＞」
1. AMBITIOUS [4:15]
  - 『GOLD』収録
2. Bad Boy Blues [5:31]
  - 『Spirits!』収録
3. Rock'n Roll Lariat [17:25]
  - 『Nothing But Rock And Roll』収録
4. ラスト・ヒーロー [4:15]
  - 『BRASH BOY』収録
5. でっかい太陽～Jump Jump Jump～ [5:28]
  - アルバム未収録。シングルのみ
6. Honky Tonk Women [5:49]
  - ローリング・ストーンズの曲
7. 狼と踊れ [8:37]
  - 『DREAMER』収録
8. 涙のBirthday [5:41]
  - 『POWER UP!』収録
9. FENを聞きながら [4:21]
  - 『BRASH BOY』収録
10. ff(フォルティシモ) [4:50]
  - 『Spirits!』収録
11. SONGS [8:36]
  - コンサート実施時点ではアルバム未収録
  - 『OMEGA』（2005年）収録

### DVD1「SWING & ROLL REVUE BOOTLEG＜未発表ライブ映像～2000年12月に中野サンプラザで行われたビッグバンドとの貴重なコラボレートLIVEの公式海賊盤!?＞」
1. CARAVAN
  - ジャズのスタンダード曲
2. PENNSYLVANIA 6 5000～シェイキン・ストラット
  - 「PENNSYLVANIA 6 5000」はスイング・ジャズのスタンダード曲
  - 「シェイキン・ストラット」は『BRASH BOY』収録
3. 浮気な、パレット・キャット
  - 『Roll Over』収録
4. KISS DE 極楽(パラダイス)
  - 『VOICE』収録
5. JEALOUSY
  - 『RIVER』収録
6. 火の玉ボーイ
  - 『GOLD』収録
7. ダンスDEロマンス
  - 『Spirits!』収録

### DVD2「GIANT STEPS 1&2&3 完全版 plus one＜初DVD化のビデオクリップ集＋初商品化のビデオクリップ＞」
1. ROLLING
  - 『BE QUIET』収録
2. BLACKBOARD JUNGLE
  - 『BE QUIET』収録
3. SCRAP DREAM
  - 『BE QUIET』収録
4. TOKYO
  - 『BE QUIET』収録
5. AMBITIOUS
  - 『GOLD』収録
6. NO NAME HEROES
  - 『GOLD』収録
7. BELIEVE
  - 『GOLD』収録
8. ONLY LOVE
  - 『GOLD』収録
9. DESTINY
  - 『GOLD』収録
10. 大地の子供たち
  - 『VOICE』収録
11. 東京ロンリーハーツクラブ
  - 『VOICE』収録
12. 俺はラッキースター
  - 『VOICE』収録
13. YOUR SONG
  - 『VOICE』収録
14. LONELY SOLDIER
  - 『VOICE』収録
15. ONLY LOVE (広東語バージョン)』
  - 『GOLD』収録
16. AMBITIOUS (Live Version)
  - 『GOLD』収録
17. FLY
  - 『BACK TO ROCK』収録
18. LONG RUN
  - 『RIVER』収録

### DVD3「GIANT STEPS 4＜貴重な「BRIDGE」ライブクリップ＋初商品化のビデオクリップ集＞」
1. BRIDGE～あの橋をわたるとき～ (Live Version)
  - 『BRIDGE』収録
2. ACROSS THE RAINBOW～虹の彼方へ～ (TV Version)
  - 『across the rainbow』収録
3. SMILE FOR ME
  - 『BABY UNIVERSE』収録
4. これからの人
  - 『BABY UNIVERSE』収録
5. 今日も電車で
  - 『Happy Star』収録
6. BIRD (TV Version)
  - アルバム未収録。シングルのみ
7. POPCORN
  - 『Big Dipper』収録
8. 泣くなよ
  - 『11 Rooms For Sky』収録
9. たったひとつの愛のうた
  - 『11 Rooms For Sky』収録
10. SONGS
  - 『OMEGA』収録
11. アカペラ
  - 『OMEGA』収録